# Erépia
Erépia (en francès Hérépian) és un municipi occità del Llenguadoc, a la regió d'Occitània, al departament de l'Erau.

## Fills il·lustres
- Eliane-Elise Martel (1909-1997), violinista.

## Demografia

Població 1962-2008